# Lećevica
Lećevica és un poble de Croàcia situat al comtat de Split-Dalmàcia. S'hi troba l'avenc de Keva. El 2020 tenia una població estimada de 429 habitants.